# 1150
1150 (MCL) var ett normalår som började en söndag i den julianska kalendern.

## Händelser

### Okänt datum
- Erik Jedvardsson väljs till kung i Västergötland och av uppsvearna.
- Varnhems kloster (för munkar) och Gudhems kloster (för nunnor) (båda cistercienserkloster) grundas (omkring detta år).
- En gravkista byggs i Botkyrka kyrka, på vilken de äldsta versraderna på latin i svensk litteratur skrivs. De lyder: "Den som läser och intet vet, en ädel man vilar här, att Björn må vara ren från syndens orenhet, därom ber jag dig Kristus."
- Henrik II av England blir hertig av Normandie.
- Byggandet av Notre-Dame i Laon påbörjas.
- Staden Åhus får stadsprivilegier.
- Klosterkyrkan Abbey Town byggs.

## Födda
- Henrik Burwin I av Mecklenburg, född omkring 1150, furste av Mecklenburg.
- Benedetto Antelami, född omkring 1150, var en italienskarkitekt och bildhuggare

## Avlidna
- Suryavarman II, kambodjansk kung som lät bygga Angkor Wat.
- Gertrud av Babenberg, hertiginna av Böhmen.